# EM-bewijs
Het EM-bewijs (Elementair Medische verklaring) is een beperkt EHBO-diploma gericht op ongevallen in en om het water. Voor toelating tot de Reddingsbrigade, strandwacht en dergelijke wordt in plaats van het volledige EHBO-diploma vaak genoegen genomen met het EM-bewijs.
Het EM-bewijs bestaat uit twee gedeelten, A en B. Diploma B kan pas behaald worden nadat diploma A behaald is.
Voor de hoofdstukken '(gedeeltelijke) afsluiting luchtweg' en 'stoornissen bloedsomloop' geldt voor het uitvoeren van de borstcompressies een minimale leeftijd van 16 jaar.
Na het afleggen van het examen voor EM-bewijs B kan de kandidaat desgewenst examen doen voor het basisdiploma EHBO van het Oranje Kruis, omdat de lesstof identiek is (minimale leeftijd 16 jaar).